# Henry Gladstone (1er baron Gladstone de Hawarden)
Henry Neville Gladstone, 1er baron Gladstone de Hawarden (2 avril 1852 – 26 avril 1935) est un homme d'affaires et homme politique britannique. Il est le troisième fils du Premier ministre William Ewart Gladstone.

## Jeunesse et éducation
Gladstone est le troisième fils et le septième enfant du premier ministre du Royaume-Uni, William Ewart Gladstone, et de son épouse Catherine Glynne. Il est le frère de William Henry Gladstone et Herbert Gladstone (1er vicomte Gladstone). Il fait ses études à l'école préparatoire de l'église du révérend William Montagu Higginson à Norfolk, puis au Collège d'Eton et au King's College de Londres.

## Carrière
En 1871, Gladstone entre dans le bureau de Londres de Gladstone, Wylie & Co., l'entreprise fondée par son grand-père paternel, John Gladstone (1er baronnet). Il travaille avec Gillanders, Arbuthnot and Company, une autre entreprise familiale, entre 1874 et 1888 en Inde. En 1881, il est devenu associé junior dans l'entreprise, et en 1883, son père lui donne 4000 £ avec lesquels il devient associé senior. Il est secrétaire particulier du Premier ministre, son père. Il est administrateur de P&O et de la BI Steamship Company. Il est aussi échevin du conseil du comté de Flint en 1916.
Il devient le seigneur du manoir des domaines familiaux à Hawarden, lorsque son ancien propriétaire, son neveu, William Glynne Charles Gladstone, est tué au combat en avril 1915. Gladstone achète le domaine, paye l'hypothèque en cours et améliore la maison, qui à partir de 1921 est son domicile pour le reste de sa vie. Il succède à son défunt neveu en tant que Lord Lieutenant du Flintshire et est président du University College of North Wales à Bangor. Il est juge de paix pour le Flintshire et le Cheshire. Il reçoit le diplôme honorifique de docteur en droit, et est élevé à la pairie en tant que baron Gladstone de Hawarden, de Hawarden dans le comté de Flint, le 22 juin 1932  Il est connétable du Château de Flint en 1934.

## Vie privée
Il épouse Maud Ernestine Rendel, fille de Stuart Rendel (1er baron Rendel) et Ellen Sophy Hubbard, le 30 janvier 1890 à St George's Hanover Square à Londres. Ils n'ont pas d'enfants. Il est décédé en avril 1935, à l'âge de 83 ans, et la baronnie s'éteint.